# Francisco de Assis Pereira Rocha
Francisco de Assis Pereira Rocha (18?? — 1872) foi um político e magistrado brasileiro.
Foi presidente das províncias do Rio Grande do Sul, de 16 de janeiro a 18 de dezembro de 1862, de Pernambuco por duas vezes, de 28 de julho a 23 de agosto de 1868 e de 16 de abril a 10 de novembro de 1870. Foi também Desembargador da Relação de Pernambuco